# Składnice Wojska Polskiego w II Rzeczypospolitej
Składnice Wojska Polskiego w II Rzeczypospolitej – lista składnic Wojska Polskiego w II Rzeczypospolitej z obsadą personalną oficerów w marcu 1939.
Według ówczesnej nomenklatury składnica to miejsce przechowywania, konserwacji i wydawania materiałowego zaopatrzenia wojska. Każda służba zaopatrująca i każda broń specjalna posiadała własne składnice. Dzieliły się na centralne i okręgowe. Pod względem specjalistycznym wyróżniano składnice uzbrojenia, materiału intendenckiego, mundurowe sanitarne, saperskie, łączności, taborowe itp.  
W Wojsku Polskim, obok rodzajów broni, istotną rolę odgrywały służby. Były organami wykonawczymi między innymi w zakresie zaopatrzenia, administracji, uzupełnienia oraz utrzymywania na odpowiednim poziomie środków materiałowych. Posiadały one w swojej dyspozycji między innymi składnice sprzętu i uzbrojenia. Jedną z ważniejszych była służba intendentury. Jej zadaniem było zaopatrzenie wojska w żywność, umundurowanie i zakwaterowanie oraz zaopatrzenie finansowe. Na jej czele stał szef Departamentu Intendentury Ministerstwa Spraw Wojskowych podlegający ministrowi przez II wiceministra - szefa Administracji. W 1927 dotychczasowe oddziały intendentury Okręgów Korpusów przemianowano w bataliony administracyjne i ich kadry. Pełniły one wszystkie czynności związane z przygotowaniem mobilizacji i jednostek polowych intendentury. Po czterech latach bataliony zlikwidowano, a ich obowiązki przejęły Składnice Materiału Intendenckiego w siedzibach Okręgów Korpusów. W latach 1929–1934 dokonano dalszych reorganizacji w zakładach intendentury i składnicach. Intendentura dysponowała dwudziestoma trzema składnicami, w których posiadano zapasy mobilizacyjne.

## Składnice mundurowe
Składnica Mundurowa nr 1 w Warszawie
- zarządca składnicy – mjr Kazimierz Stanisław Klimkowski
- zarządzający magazynami I – kpt. Bartłomiej Urban
- zarządzający magazynami II – kpt. Kazimierz LeonChndzicki
- kierownik rachuby – kpt. Kazimierz Zbigniew Kubisz

Składnica Mundurowa nr 2 w Krakowie
- zarządca składnicy – mjr Stanisław Edmund Zdziechowicz
- zarządzający magazynami I – kpt. Tadeusz Stanisław Czapik
- zarządzający magazynami II – kpt. Jan Franciszek Stefański
- kierownik rachuby – por. int. Jan Kazimierz Orzechowski †1940 Charków[7]

Składnica Mundurowa nr 3 w Poznaniu
- zarządca składnicy – mjr int. Karol Jan Wądrzyk †1940 Charków[8]
- zarządzający magazynami I – kpt. Stanisław Figaszewski
- zarządzający magazynami II – kpt. Ignacy Poprawa
- kierownik rachuby – kpt. Eugeniusz Ludwik Parach

## Składnice materiału intendenckiego
Składnica Materiału Intendenckiego nr 1 w Warszawie
- zarządca składnicy – mjr Eugeniusz Mayer
- zarządzający magazynami – kpt. Stanisław Franciszek Burghart
- kierownik referatu administracyjnego – kpt. Tomasz Maksymilian Jarosławski
- kierownik referatu odbiorczego – kpt. Stanisław I Topolski
- kierownik referatu materiałowego – kpt. Kazimierz. Kuidowicz
- kierownik rachuby – por. Roman Grzybowski
- dowódca kompanii szkolnej piekarzy – kpt. Stanisław Zarzycki

kadra zapasowa Służby Intendentury nr 1
- komendant kadry – mjr Kazimierz Alojzy Dobrostański
- oficer mobilizacyjny – kpt. Kazimierz Feliks Dynkowski
- oficer ewidencji personalnej – kpt. Stanisław Skrzymowski
- oficer materiałowy – kpt. Mieczysław Fengler
- oficer ds. wyszkolenia i komendant ośrodka wyszkolenia oficerów rezerwy – kpt. Jan Płachta

Składnica Materiału Intendenckiego nr 2 w Lublinie
- zarządca składnicy – mjr Józef Polniaszek

kadra zapasowa Służby Intendentury nr 2
- komendant kadry – kpt. Franciszek I Pawlak
- oficer mobilizacyjny – kpt. Antoni Korytyński

Składnica Materiału Intendenckiego nr 3 w Grodnie
- zarządca składnicy – mjr Hieronim  Metzger
- kierownik rachuby – chor. Stanisław Belof

kadra zapasowa Służby Intendentury nr 3
- komendant kadry – kpt. Jan Kazimierz Porębski
- oficer mobilizacyjny – kpt. Ludwik Grabowski

Składnica Materiału Intendenckiego nr 4 w Łodzi
- zarządca składnicy – kpt. Aleksander Makowiecki
- kierownik rachuby – kpt. Nikodem Lissowski

kadra zapasowa Służby Intendentury nr 4
- komendant kadry – kpt. Jan Pomianowski
- oficer mobilizacyjny – vacat
- oficer ewidencji personalnej – kpt. Wincenty Lewandowski
- oficer materiałowy – por. Stanisław Żochowski

Składnica Materiału Intendenckiego nr 5 w Krakowie
- zarządca składnicy – mjr Franciszek Syrek-Janowski
- kierownik rachuby – kpt. Stefan Ludwik Cyankiewicz

kadra zapasowa Służby Intendentury nr 5
- komendant kadry – kpt. Izydor Kotarba
- oficer mobilizacyjny – kpt. Józef Tadeusz Rybotycki
- oficer ewidencji personalnej – kpt. Władysław Bitka
- oficer materiałowy – kpt. Feliks Podgórski

Składnica Materiału Intendenckiego nr 6 we Lwowie
- zarządca składnicy – kpt. int. Bolesław Stefan Zając †1940 Charków
- kierownik rachuby – kpt. Stanisław Wojciech Knebloch

kadra zapasowa Służby Intendentury nr 6
- komendant kadry – kpt. Władysław Wiktor Urbanowicz
- oficer mobilizacyjny – kpt. Władysław Alfons Drozdowski
- oficer ewidencji personalnej – por. Marian Wiktor Samotus
- oficer materiałowy – por. Antoni Mikosz

Składnica Materiału Intendenckiego nr 7 w Poznaniu
- zarządca składnicy – mjr int. Stanisław Ignacy Sowiźrał
- kierownik rachuby – kpt. Jan Kopras †1940 Katyń

kadra zapasowa Służby Intendentury nr 7
- komendant kadry – kpt. Mieczysław Franciszek Rawa
- oficer mobilizacyjny – por. Adolf Mikołaj Rajewski
- oficer ewidencji personalnej – kpt. Michał Petrów
- oficer materiałowy – por. Józef Aleksander Nelicki †1940 Katyń

Składnica Materiału Intendenckiego nr 8 w Toruniu
- zarządca składnicy – mjr Leon Topolski
- kierownik rachuby – kpt. Franciszek Danielewicz

kadra zapasowa Służby Intendentury nr 8
- komendant kadry – kpt. Antoni Kokosiński
- oficer mobilizacyjny – kpt. Alojzy Antoni Korpal †1940 Katyń
- oficer ewidencji personalnej – kpt. Józef I Rzeczkowski
- oficer materiałowy – vacat

Składnica Materiału Intendenckiego nr 9 w Brześciu
- zarządca składnicy – mjr Ignacy Jan Jasiński
- kierownik rachuby – kpt. Edward Jan Absenger

kadra zapasowa Służby Intendentury nr 9
- komendant kadry – kpt. Karol Ludwik Tatoń
- oficer mobilizacyjny – kpt. Zygmunt Jan Władysław Grabowski
- oficer ewidencji personalnej – por. Piotr Wilczek
- oficer materiałowy – kpt. Bolesław Balcer

Składnica Materiału Intendenckiego nr 10 w Przemyślu
- zarządca składnicy – kpt. Edward Józef Łoziński
- kierownik rachuby – por. Adrian Leszek Lipski
- odkomenderowany – kpt. Kazimierz Kośmiński

kadra zapasowa Służby Intendentury nr 10
- komendant kadry – kpt. Teodor Stanisław Główka
- oficer mobilizacyjny – kpt. Roman Kazimierz Sumień
- oficer ewidencji personalnej – chor. Franciszek Bielec
- oficer materiałowy – kpt. Wacław I Karbowski

Składnica Materiału Intendenckiego nr 11 w Kowlu
- zarządca składnicy – mjr Franciszek Tolpa
- zarządzający magazynami i piekarnią w Równem – kpt. mgr Stanisław Walas

kadra zapasowa Służby Intendentury nr 11
- komendant kadry – kpt. Kazimierz Mikołajczak
- oficer mobilizacyjny – por. Kazimierz Punzet

Składnica Materiału Intendenckiego nr 12 w Wilnie
- zarządca składnicy – mjr Krassowski Stanisław Marian

kadra zapasowa Służby Intendentury nr 12
- komendant kadry – kpt. Roman kiewicz Marian Franciszek
- oficer mobilizacyjny – kpt. Piotrowski Antoni Ernest

Składnica Materiału Intendenckiego nr 13 w Białymstoku
- zarządca składnicy – kpt. Stanisław II Jastrzębski

kadra zapasowa Służby Intendentury nr 13
- komendant kadry – kpt. Karaldewicz Henryk Zenon Seweryn
- oficer mobilizacyjny – por. Wiszniowski Stanisław

Składnica Materiału Intendenckiego nr 14 w Chełmie
- zarządca składnicy – kpt. Sokołowski Bronisław

Składnica Materiału Intendenckiego nr 15 w Wołkowysku
- zarządca składnicy – kpt. Sprinz Zenobiusz

Składnica Materiału Intendenckiego nr 16 w Skierniewicach
- zarządca składnicy – kpt. Sumień Michał Franciszek

Składnica Materiału Intendenckiego nr 17 w Częstochowie
- zarządca składnicy – kpt. Zaviśka Tadeusz Mieczysław

Składnica Materiału Intendenckiego nr 18 w Stanisławowie
- zarządca składnicy – kpt. Junak Wincenty

Składnica Materiału Intendenckiego nr 19 w Stryju
- zarządca składnicy – kpt. Olasz Oswald Adolf

Składnica Materiału Intendenckiego nr 20 w Gnieźnie
- zarządca składnicy – kpt. Czarczyński Tadeusz Stefan

Składnica Materiału Intendenckiego nr 21 w Bydgoszczy
- zarządca składnicy – kpt. Smutny Adam
- oficer składnicy – por. Mikołajczak Jan

Składnica Materiału Intendenckiego nr 22 w Baranowiczach
- zarządca składnicy – kpt. int. Zygfryd Gross †1940 Katyń

Składnica Materiału Intendenckiego nr 23 w Rzeszowie
- zarządca składnicy – Władysław Głód

Składnica Materiału Intendenckiego nr 24 w Jarosławiu
- zarządca składnicy – kpt. Stanisław Kawer

Składnica Materiału Intendenckiego Portu Wojennego Gdynia
- zarządca składnicy – kpt. inż. Marian Kazimierz Dąbrowski
- kierownik magazynów – p.o. chor. mar. Władysław Pietrzyk

W kwietniu 1939 na Helu zorganizowano ekspozyturę składnicy pod kierownictwem urzędnika Stanisława Pawłowskiego.

## Składnice uzbrojenia
Główna Składnica Uzbrojenia nr 1 w Warszawie
- zarządca składnicy – mjr inż. Madejski Jan
- kierownik działu materiałowego – mjr Skawiński Ludwik Kazimierz
- kierownik działu administracyjnego – kpt. Melech Aleksander
- zarządzający magazynami w Warszawie – kpt. Sokolnicki Tadeusz II

filia Głównej Składnicy Uzbrojenia nr 1 w Zegrzu
- zarządca  – kpt. Stanisław III Kozicki

Główna Składnica Uzbrojenia nr 2 w Dęblinie-Stawach
- zarządca składnicy – mjr Rojszyk Aleksander
- kierownik działu materiałowego – por. uzbr. Marian Poborczyk[b] †1940 Katyń[11]
- kierownik działu administracyjnego – kpt. Paudler Emil
- zarządzający magazynami broni – por. Zwolski Henryk
- zarządzający magazynami amunicji – por. Marian Poborczyk

Główna Składnica Uzbrojenia nr 4 w Regnach
Składnica Uzbrojenia nr 1 w Modlinie
(była Pomocnicza Składnica Uzbrojenia nr 1 w Modlinie)
- zarządca składnicy – mjr Sankiewicz Aleksander
- komendant kadry i oficer mobilizacyjny – kpt. Kulbabiński Aleksander
- oficer ewidencji personalnej i materiałowej kadry – por. uzbr. Alfred Maksymilian Trybulski[c]
- kierownik działu materiałowego – kpt. Czapek Jerzy Kazimierz
- kierownik działu administracyjnego – por. uzbr. Alfred Maksymilian Trybulski
- dowódca szkolnej kompanii uzbrojenia – kpt. Święch Adam
- dowódca plutonu – kpt. Sztark Alfons
- dowódca plutonu – kpt. Wołodkowicz Stefan

Składnica Uzbrojenia nr 2 w Lublinie
(była Pomocnicza Składnica Uzbrojenia nr 2 w Lublinie)
- zarządca składnicy – kpt. Wójcik Józef II
- komendant kadry i oficer mobilizacyjny – kpt. Krzyżanowski Marian I
- kierownik referatu administracyjnego – p.o. chor. Kulczycki Adam

Filia Składnicy Uzbrojenia nr 2 w Czerkasach
(była Filia Pomocniczej Składnicy Uzbrojenia nr 2 w Czerkasach)
- zarządca  – por. Zawalnicki Adolf

Składnica Uzbrojenia nr 3 w Grodnie
(była Pomocnicza Składnica Uzbrojenia nr 3 w Grodnie)
- zarządca składnicy – mjr Trybus Tadeusz
- komendant kadry i oficer mobilizacyjny – por. Krzyżak Mieczysław Sylweriusz
- kierownik działu administracyjnego – chor. Rychlewicz Ignacy

Składnica Uzbrojenia nr 4 w Gałkówku
(była Pomocnicza Składnica Uzbrojenia nr 4 w Łodzi)
- zarządca składnicy – kpt. Piotrowski Bronisław II
- komendant kadry i oficer mobilizacyjny – por. Kozaczyński Marian Franciszek

Składnica Uzbrojenia nr 5 w Krakowie
(była Pomocnicza Składnica Uzbrojenia nr 5 w Krakowie)
- zarządca składnicy – mjr Władysław II Róg
- komendant kadry i oficer mobilizacyjny – kpt. Wołyniec Augustyn Szczepan
- kierownik działu materiałowego – kpt. Muchnicki Stanisław Feliks
- kierownik działu administracyjnego – kpt. Traciłowski Teodor Franciszek
- dowódca szkolnej kompanii uzbrojenia – kpt. Tokarz Andrzej Feliks
- dowódca plutonu – kpt. Marian Szalecki[d]

Filia Składnicy Uzbrojenia nr 5 w Kłaju
- zarządca składnicy – por. Ilcewicz Wacław

Składnica Uzbrojenia nr 6 w Hołosku
(była Pomocnicza Składnica Uzbrojenia nr 6 we Lwowie)
- zarządca składnicy – kpt. Jakub Marian Herchenreder
- komendant kadry i oficer mobilizacyjny – vacat
- kierownik działu materiałowego – kpt. Piotr Lesiński
- kierownik działu administracyjnego – p.o. chor. Józef Nakoneczny

Składnica Uzbrojenia nr 7 w Poznaniu
(była Pomocnicza Składnica Uzbrojenia nr 7 w Poznaniu)
- zarządca składnicy – kpt. Wojtowicz Otton Adolf
- komendant kadry i oficer mobilizacyjny – kpt. Jursz Stanisław
- kierownik działu materiałowego – kpt. Mielnicki Bolesław Wacław

Składnica Uzbrojenia nr 8 w Toruniu
(była Pomocnicza Składnica Uzbrojenia nr 8 w Toruniu)
- zarządca składnicy – kpt. uzbr. Antoni I Czerwiński (niemiecka niewola[13][14])
- komendant kadry i oficer mobilizacyjny – kpt. uzbr. Wojciech Langiewicz †1940 Charków[15]
- kierownik działu administracyjnego – chor. Piotr Wędzicha †25 IX 1939 Warszawa[13]

Składnica Uzbrojenia nr 9 w Brześciu
(była Pomocnicza Składnica Uzbrojenia nr 9 w Brześciu)
- zarządca składnicy – mjr Pikulski Tadeusz Kazimierz
- komendant kadry i oficer mobilizacyjny – por. Stankiewicz Gerard
- kierownik działu materiałowego – kpt. Bujalski Franciszek Marian

Składnica Uzbrojenia nr 10 w Przemyślu
(była Pomocnicza Składnica Uzbrojenia nr 10 w Przemyślu)
- zarządca składnicy i komendant Kadry Zbrojowni Nr 3 – kpt Leon Horn
- komendant kadry i oficer mobilizacyjny – kpt. Chla Jan
- kierownik działu materiałowego – kpt. Zdżarski Bohdan

Składnica Uzbrojenia Obszaru Warownego „Wilno” w Wilnie
(była Pomocnicza Składnica Uzbrojenia nr 11 w Wilnie)
- zarządcy składnicy
  - kpt. Władysław Pęczak
- oficer składnicy – por. piech. Wolny Władysław

## Składnice sanitarne
Główna Składnica Sanitarna nr 1 w Warszawie
- zarządca składnicy – ppłk mgr Jelonek Walery
- zastępca zarządcy składnicy – mjr mgr Ross Jan Marian
- zarządzający działem magazynów materiału użytku bieżącego – mjr mgr Butler Kazimierz
- zarządzający działem magazynów materiałów ratowniczo-sanitamych – mjr mgr Starzyński Jerzy Marceli
- zarządzający działem oporządzenia polowego – mjr mgr Szadurski Antoni
- zarządzający ekspedycją – kpt. adm. (piech.) Julien Tadeusz
- zarządca magazynów leków płynnych, surowic i szczepionek – por. mgr Wasylkowski Antoni Michał
- zarządca magazynów leków suchych – por. mgr Teterycz Jan
- zarządca magazynów materiału zapasu wojennego – por. mgr Połomski Witold Szczęsny
- zarządca magazynów przyrządów odkażalnych, odkażalno-kapielowych i materiału gazowego – kpt. mgr Lach-Łocki Piotr
- zarządca magazynów przedmiotów pojedynczych oporządzenia polowego i jednokrotnie złożonych – por. mgr Salamon Jan

Główna Składnica Sanitarna nr 2 w Przemyślu
- zarządca składnicy – mjr mgr Szaflarski Jan Andrzej
- zastępca zarządcy składnicy – kpt. mgr Kuliga Tadeusz Stanisław
- zarządca magazynów środków opatrunkowych, narzędzi, przyborów i przyrządów lekarskich  – kpt. mgr Józef Wierzchowski

## Składnice saperskie
Główna Składnica Saperska w Warszawie
- zarządca składnicy – mjr Franciszek I Laskowski
- zarządca działu magazynów – kpt. Stefan Skarbek

Główna Składnica Minerska w Nowym Dworze
zarządca składnicy – kpt. Wacław Szupenko
Główna Składnica Mostów Kolejowych w Jędrzejowie
- zarządca składnicy – kpt. Tomasz Elsner

Główna Składnica Nawierzchni Kolejowych w Jabłonnie
- zarządca składnicy – kpt. Bronisław Bubnicki

Składnica Saperska Nr 1 w Warszawie
- zarządca składnicy – kpt. Tadeusz Władysław Pakowski-Szarota
- zarządca działu magazynów – por. Józef Zygmunt Dobrowolski

Składnica Saperska Nr 2 w Lublinie
- zarządca składnicy – kpt. Eugeniusz Tełszewski

Składnica Saperska Nr 3 w Grodnie
- zarządca składnicy – kpt. Jan Retmaniak

Filia Składnicy Saperskiej Nr 3 w Wilnie
- zarządca składnicy – kpt. Aleksander Borkowski

Składnica Saperska Nr 5 w Krakowie
- zarządca składnicy – por. Jan Krasodomski

Składnica Saperska Nr 6 we Lwowie
- zarządca składnicy – kpt. Adam Tadeusz Frydel

Składnica Saperska Nr 7 w Poznaniu
- zarządca składnicy – por. Stanisław Forysiak
- zarządca działu magazynów – chor. Stanisław Jarocki

Składnica Saperska Nr 8 w Toruniu
- zarządca składnicy – kpt. Stanisław IV Krawczyk

Składnica Saperska Nr 9 w Brześciu
- zarządca składnicy – por. sap. Albin Stanisławski

Składnica Saperska Nr 10 w Przemyślu
- zarządca składnicy – kpt. Zygmunt Koehne

## Składnice łączności
Składnice łączności
Główna Składnica Łączności w Warszawie
- zarządca składnicy – mjr łącz. Franciszek Domurat
- zarządca działu magazynów – kpt. łącz. Stanisław III Marcinkowski

Składnica Łączności nr 1 w Warszawie
- zarządca składnicy – kpt. łącz. Wacław Sarnecki †1940 Charków[17]
- zarządca działu magazynów –  chor. Edwin Jerzy Rużyczka

Składnica Łączności nr 2 Lublinie
- zarządca składnicy – kpt. łącz. Romuald Leon Szyszko

Składnica Łączności nr 3 w Grodnie
- zarządca składnicy – kpt. adm. (łączn.) Jan Raksimowicz (od 20 XII 1934[18])

Składnica Łączności nr 5 Krakowie
- zarządca składnicy – kpt. adm. (łączn.) Jan Zygmunt Dąbrowski

Składnica Łączności nr 6 we Lwowie
- zarządca składnicy – kpt. adm. (łączn.) Edward Aleksander Rauch (od 20 XII 1934[18])

Składnica Łączności nr 7 w Poznaniu
- zarządca składnicy – kpt. adm. (łączn.) Józef Góral (od 20 XII 1934[18])

Składnica Łączności nr 8 w Toruniu
- zarządca składnicy – kpt. łącz. Stanisław Mieczysław Derdelewicz (od 20 XII 1934[18])

Składnica Łączności nr 9 w Brześciu
- zarządca składnicy – kpt. łącz. Eustachy Firlej
- zarządca działu magazynów – chor. Jan Kordasz

Składnica Łączności nr 10 w Przemyślu
- zarządca składnicy – kpt. łącz. Romuald Relich (od 20 XII 1934[18])

## Składnice lotnictwa
Główna Składnica Lotnictwa nr 1 w Dęblinie
- zarządca składnicy – kpt. Stefan Jan Strzałkowski
- kierownik działu – kpt. Bronisław Drzewiecki
- kierownik działu – kpt. obs. Edward Walania †1940 Charków[19]
- na kursie – kpt. Jan Kundegórski
- na kursie – por. Jerzy Tomasz Mondschein

Główna Składnica Lotnictwa nr 2 w Legionowie
- zarządca składnicy – kpt. Henryk Michał Iżyłowski
- zastępca zarządca  – kpt. Hubert Kołaszyński

## Inne
Główna Składnica Marynarki Wojennej w Modlinie
- komendant – kpt. mar. Tadeusz Piątkowski
- kierownik zakładu broni podwodnej – por. mar. Józef Piór

Główna Składnica Broni Pancernych w Warszawie
- zarządca składnicy – mjr Jan Emil Pelikan
- zarządzający magazynami – kpt. Andrzej Górka

Główna Składnica Taborowa w Warszawie
- zarządca składnicy – mjr tab. Władysław Grzesik[e]
- zarządzający magazynami – kpt. Stefan II Godziszewski

Składnica Map
- kierownik – mjr Kamil Tadeusz Strażyc
- referent – mjr Adam Bronisław Skoczycki
- referent – kpt. Józef Jan Scheffer